# Þjóðólfr da Hvinir
Þjóðólfr da Hvinir (anglicizzato in Thjódólf of Hvinir; fl. X secolo) è stato un poeta norvegese.

## Biografia
Fu uno scaldo attivo intorno al 900. È considerato l'autore originale dell'Ynglingatal, poema che glorifica il re di un regno norvegese, Ragnvald l'Altissimo, descrivendo come egli discenda dai re svedesi e dagli dei norreni. Þjóðólfr è anche l'autore più accreditato dell'Haustlöng.
Lo Skáldatal lo dice poeta al servizio di molti signori, Harald Bellachioma, Rögnvaldr heiðumhár, Hákon jarl Grjótgarðsson, Þorleif il Saggio, Strút-Harald e uno jarl sconosciuto di nome Svein. Tuttavia l'associazione con Hákon, Strút-Haraldr e Þorleif potrebbe essere stata attribuita erroneamente, perché appartenenti al tardo X secolo, mentre Þjóðolfr è vissuto quasi sicuramente all'inizio del 900. Nella Heimskringla, Snorri presenta Þjóðolfr come un amico sia di Harald Bellachioma sia del figlio, Gudrod.